# Stazione di Alt-Reinickendorf
La stazione di Alt-Reinickendorf è una stazione ferroviaria di Berlino, sita nel quartiere di Reinickendorf. È posta sotto tutela monumentale (Denkmalschutz).

## Movimento
La stazione è servita dalla linea S 25 della S-Bahn.

## Interscambi
- Fermata autobus